# کمشهر بالا
کمشهر بالا، روستایی در دهستان محترم‌آباد بخش کتیج شهرستان فنوج در استان سیستان و بلوچستان ایران است.
این روستا در ۷ کیلومتری شرق محترم‌آباد قرار دارد.

## جمعیت
بر پایه سرشماری عمومی نفوس و مسکن در سال ۱۳۹۵، جمعیت این روستا برابر با ۱۲۲ نفر (۳۴ خانوار) بوده‌است.